# سیارک ۲۷۸۷
سیارک ۲۷۸۷ (به انگلیسی: 2787 Tovarishch، نامگذاری:1978RC6) دو هزار و هفتصد و هشتاد و هفتمین سیارک کشف شده‌است که در ۱۳ سپتامبر ۱۹۷۸ کشف شد.
قدر مطلق سیارک برابر ۱۱٫۳۰ است.